# Lecane elsa
Lecane elsa är en hjuldjursart som beskrevs av Hauer 1931. Lecane elsa ingår i släktet Lecane och familjen Lecanidae. Inga underarter finns listade i Catalogue of Life.